# جوزيه كلارك
جوزيه كلارك (بالإنجليزية: Josiah Clark)‏ هو عالم لغوي كلاسيكي أمريكي، ولد في 7 فبراير 1814 في Leicester, Massachusetts ‏ في الولايات المتحدة، وتوفي في 30 مايو 1878 في نورثهامبتون في الولايات المتحدة.